# 苏联地质部
苏联地质部（俄语：Министерство геологии СССР），成立于1946年，是直属苏联部长会议的一个部门，主要负责地质和矿产资源勘探等工作。其前身为重工业人民委员部地质管理局，以及俄罗斯帝国时代的地质委员会。

## 历史沿革
- 苏联重工业人民委员部全联盟地质勘探综合体“联盟-地质勘探”（1931年－1937年）
- 苏联重工业人民委员部地质管理局（1937年－1939年）
- 苏联人民委员会地质事务委员会（1939年－1946年）
- 苏联地质部（1946年－1953年）
- 苏联地质和矿产保护部（1953年－1963年）
- 苏联国家地质委员会（1963年－1965年）
- 苏联地质部（1965年－1991年）

## 历任领导
- 伊利亚·马雷舍夫（1939年－1949年）
- 彼得·扎哈罗夫（1949年－1953年）
- 彼得·安德罗波夫（1953年－1962年）
- 亚历山大·西多连科（1962年－1975年）
- 叶夫根尼·科兹洛夫斯基（1975年－1989年）
- 格里戈里·加布里埃良茨（1989年－1991年）